# Ceratitis caetrata
Ceratitis caetrata är en tvåvingeart som beskrevs av Munro 1949. Ceratitis caetrata ingår i släktet Ceratitis och familjen borrflugor.
Artens utbredningsområde är Kenya. Inga underarter finns listade i Catalogue of Life.